# Crisis económica en Argentina (1998-2002)
- PBI per cápita de Argentina entre 1998 y 2005.
- Traspaso presidencial de Carlos Menem a Fernando de la Rúa, el 10 de diciembre de 1999.
- Escena de la Crisis del 2001 en Buenos Aires.
- Manifestación en contra del «Corralito» frente a la sede central de BankBoston, el 6 de febrero de 2002.

La crisis económica argentina de 1998 a 2002 fue una situación financiera que afectó severamente a la economía de la Argentina durante fines de los años noventa y principios de los 2000. En lo que a macroeconomía se refiere, el período crítico se inició con la disminución del PBI (producto bruto interno) real en 1998 y terminó en 2001 con el final de la convertibilidad y el regreso al crecimiento del PBI, pero el origen del colapso de la economía de la Argentina, y sus efectos sobre la población, se puede encontrar muchos años antes.

## Orígenes
En 1983, se restauró la democracia en el país luego de la elección del presidente Raúl Alfonsín. Los planes del nuevo gobierno contemplaban la estabilización de la economía de Argentina, incluyendo la creación de una nueva moneda, el austral (primera de su clase en no llevar la palabra peso como parte de su nombre), para lo que se requirieron nuevos préstamos. El Estado llegó a ser incapaz de pagar los intereses de esta deuda y la confianza en el austral cayó. La inflación, que había aumentado entre un 14 y 20% en un mes, creció fuera de control provocando una hiperinflación causada por la emisión monetaria sin control.[cita requerida] En el mes de julio de 1989, la inflación de la Argentina llegó al 200%, superando el 5.000% en 1989. Los salarios reales cayeron a casi la mitad (el nivel más bajo en cincuenta años) y se produjeron diversos paros laborales. En medio de los disturbios el presidente Alfonsín renunció cinco meses antes de terminar su mandato y tomó posesión Carlos Menem, que ya era presidente electo.

## Década de 1990
Después de un segundo combate ante la hiperinflación en 1990, Domingo Cavallo fue nombrado Ministro de Economía. En 1991 tomó las medidas de ejecución que fijaron el valor de la moneda argentina a 1 peso por dólar estadounidense. Para garantizar esta "convertibilidad", el Banco Central de Argentina tuvo que mantener sus reservas de dólares en divisas en el mismo nivel que el efectivo en circulación. El objetivo inicial de estas medidas era asegurar la aceptación de la moneda nacional, ya que durante el periodo entre 1969 y 1990, con múltiples picos de hiperinflación de por medio, la gente había comenzado a rechazarlo como pago y exigía dólares en su lugar. Este régimen fue fijado más tarde por la Ley de Convertibilidad del Austral, que restauró el peso como la moneda argentina con un valor monetario fijado por la ley para el valor del dólar estadounidense.
Como resultado de la ley de convertibilidad la inflación se redujo drásticamente, la estabilidad de precios fue asegurada y el valor de la moneda fue preservado. Esto logró una mejor calidad de vida de muchos ciudadanos, no de las clases más excluidas, pero sí de aquellos pertenecientes a las clases medias, que pudieron viajar al extranjero, comprar bienes importados o solicitar créditos en dólares a tasas de interés muy bajas.
Argentina todavía tenía que pagar la deuda externa y para mantener al pueblo era necesario pedir dinero prestado a casi la mitad de América Latina[cita requerida]. El tipo de cambio fijo hacía las importaciones más baratas, produciendo un vuelo constante de dólares fuera del país y una pérdida progresiva de la infraestructura industrial de la Argentina, lo que llevó a un aumento del desempleo. 
Mientras tanto, el gasto público seguía siendo alto y la corrupción fue rampante. El requisito legal de mantener la convertibilidad impedía la emisión de moneda nueva, por lo que el déficit fiscal se debió financiar con préstamos. La deuda pública de Argentina creció enormemente durante la década de 1990 y por falta de fondos, el país no mostró signos verdaderos de poder pagarla. El Fondo Monetario Internacional (FMI), sin embargo, mantuvo los préstamos de dinero a la Argentina y difirió su calendario de pagos. Un comité del Congreso inició investigaciones en 2001 sobre las acusaciones de que el presidente del Banco Central, Pedro Pou, como así parte de la junta directiva, no había investigado los casos de supuesto lavado de dinero a través del sistema financiero de Argentina. El banco alemán Clearstream también fue acusado de cumplir un papel decisivo en este proceso financiero mundial.
La afluencia de divisas proporcionadas por la privatización de empresas estatales se había secado. Después de 1999 las exportaciones argentinas fueron perjudicadas por la devaluación del real brasileño y una considerable revalorización internacional de la libra, que provocó una revaluación del peso frente a su principal socio comercial, Brasil (30% del total de flujos comerciales) y la zona del dólar (23% del total de flujos comerciales).
El 10 de diciembre de 1999 asumió como presidente Fernando de la Rúa. La estabilidad económica se convirtió en el estancamiento económico (incluso deflación en algunos casos) y las medidas económicas adoptadas no hicieron nada para impedirlo. De hecho, el gobierno continuó con las políticas de contracción económica de su predecesor. La posible solución (abandono del cambio fijo, con una devaluación voluntaria del peso) se consideró un suicidio político y una receta para el desastre económico. A finales del siglo, un espectro de monedas complementarias había surgido. La situación se fue agravando durante su mandato con una crisis humanitaria, de representatividad, social, económica, financiera y política. Durante la crisis fueron asesinadas por agentes de seguridad del Estado y privados 39 personas.
Mientras que las provincias siempre habían emitido moneda complementaria en forma de bonos y letras para hacer frente a la escasez de dinero en efectivo, el mantenimiento del régimen de convertibilidad provocó que esto se hiciera en una escala sin precedentes. Esto llevó a que fueran llamadas “cuasi-monedas”, siendo el más fuerte el Bono Patacón de la provincia de Buenos Aires. El Estado nacional también emitió su propia cuasi-moneda, el Bono Lecop.

## La crisis
Argentina perdió rápidamente la confianza de los inversores y la fuga de capitales fuera del país aumentó. En el 2001, la gente temiendo lo peor, comenzó a retirar grandes sumas de dinero de sus cuentas bancarias, dando vuelta de pesos a dólares y enviándolos al extranjero, provocando una corrida bancaria. Luego, el gobierno promulgó un conjunto de medidas, informalmente conocido como el "Corralito", que restringió la libre disposición de dinero en efectivo de plazos fijos, cuentas corrientes y cajas de ahorros.
Debido a este límite de indemnización y de los graves problemas que causó en algunos casos, muchos ahorristas argentinos se enfurecieron y salieron a protestar a las calles de las ciudades más importantes del país, sobre todo Buenos Aires. Esta forma de protesta popular que se conoció como "cacerolazo" (golpeando ollas y cacerolas) y se produjeron sobre todo en 2001 y 2002. Al principio, los cacerolazos fueron simplemente manifestaciones ruidosas, pero pronto se incluyó la destrucción de propiedad y los saqueos, a menudo dirigida a bancos, empresas extranjeras privatizadas, y empresas estadounidenses y europeas, especialmente las más grandes. Vallas publicitarias de empresas multinacionales como Coca-Cola y otras fueron destruidas por las masas de manifestantes y muchas empresas instalaron barreras de metal, porque sus ventanas y fachadas de cristal estaban completamente rotas. 

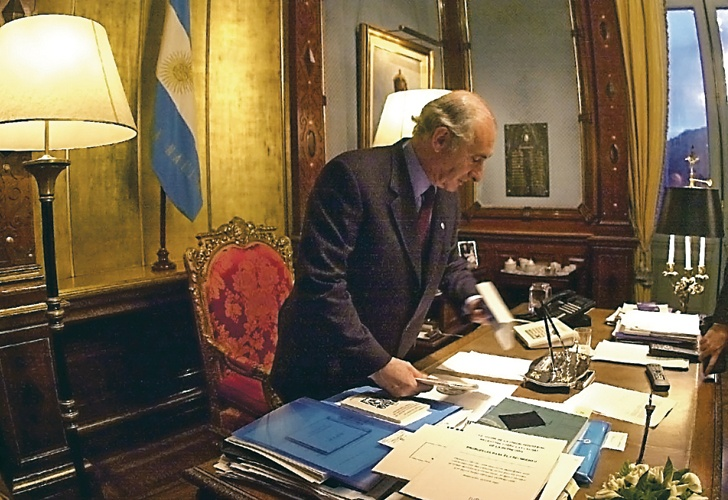
Luego de enviar la renuncia al Congreso, De la Rúa permaneció casi una hora retirando sus efectos del despacho presidencial

Los enfrentamientos entre la policía y los ciudadanos se convirtieron en algo común, y los incendios también se establecieron en las principales avenidas de Buenos Aires. Fernando de la Rúa declaró el estado de sitio, pero esta situación solo empeoró las cosas, ya que precipitó las violentas protestas del 19 y 20 de diciembre de 2001 en la plaza de Mayo, donde los manifestantes se enfrentaron con la policía, lo cual terminó con varios muertos, y precipitó la caída del gobierno. El 20 de diciembre De la Rúa tuvo que salir de la Casa Rosada en un helicóptero.
La crisis política se acentuó el 7 de octubre del 2000 con la renuncia del vicepresidente Carlos Álvarez. Tras los procedimientos de la sucesión presidencial establecida en la Constitución, el presidente del Senado, Ramón Puerta, asumió el cargo y la Asamblea Legislativa (un cuerpo formado por la fusión de las dos cámaras del Congreso) fue convocada. Por ley, los candidatos fueron los miembros del Senado, además de los gobernadores de las provincias, quienes finalmente nombraron a Adolfo Rodríguez Saá, gobernador de San Luis. El presidente interino, Rodríguez Saá, declaró el default financiero, con lo que Argentina se  declaraba insolvente para pagar las deudas contraídas. Esta acción fue muy popular entre los argentinos. Sin embargo, solo unos pocos días después de establecer el default, se descubrió que Rodríguez Saá había pagado US$ 150 millones al FMI. También designó al ex intendente de Buenos Aires, Carlos Grosso, como miembro del gabinete de ministros, con el cargo de Jefe de Asesores, hecho que motivó nuevas protestas, debido a que Grosso tenía por entonces una imagen muy negativa y su figura era asociada al menemismo.
Rodríguez Saá presentó un proyecto diseñado para preservar el régimen de convertibilidad, apodada la "tercera moneda". Consistía en la creación de una nueva moneda no convertible llamada «Argentino», conviviendo con el peso convertible y el dólar estadounidense. La única diferencia sería que circularía como dinero en efectivo (cheques, pagarés u otros instrumentos podrían ser nominados en pesos o en dólares, pero no en Argentinos) y se utilizaría para el pago de salarios en la administración pública y las jubilaciones y para financiar los planes sociales.
Se esperaba que la preservación de la convertibilidad restauraría la confianza pública, mientras que la naturaleza no convertible de esta moneda permitiría una medida de flexibilidad fiscal (impensable con el peso) que podría mejorar la agobiante recesión de la economía. Los críticos llamaron a este plan "devaluación controlada". Había partidarios entusiastas del plan de la "tercera moneda", entre ellos Martín Redrado, quien posteriormente llegaría a ser presidente del Banco Central. Sin embargo, nunca pudo aplicarse porque el gobierno de Rodríguez Saá carecía del apoyo político necesario.
Rodríguez Saá, totalmente incapaz de hacer frente a la crisis y sin el apoyo de su propio partido, renunció antes de que finalizara el año. La Asamblea Legislativa fue convocada nuevamente, y se nombró al exgobernador y excandidato presidencial Eduardo Duhalde, en ese entonces senador por la provincia de Buenos Aires, para tomar su lugar.
En aquel 2001, Argentina entraba en su tercer año de recesión, con más de un tercio de su población sumida en la pobreza y altos niveles de desempleo que alcanzaban el 20 por ciento a diciembre de ese año.

## Fin de la convertibilidad
El 6 de enero de 2002, durante la Presidencia interina de Eduardo Duhalde el Congreso aprobó la devaluación. Se modificó la ley de Convertibilidad tal que el Banco Central no estaba obligado a respetar la partidad 1 a 1. El tipo de cambio se dejó flotar más o menos libremente a precios de mercado. El tipo de cambio saltó de ARS 1 por dólar en enero de 2002 a ARS 3,8 por dólar en septiembre de 2002, una devaluación del 380% mientras que la inflación del 2002 fue del 41%.
Al mismo tiempo que la devaluación se aprobó la conversión asimétrica de deudas en dólares a pesos proceso conocido como pesificación asimétrica. Por ejemplo, algunas deudas se convirtieron de dólares a pesos a un tipo de cambio de 1,40 pesos por dólar, en lugar del tipo de cambio de mercado anteriormente referido, mientras que otras deudas como las del sector agrícola se mantuvieron nominadas en dólares[cita requerida]. Esta medida enfureció a ahorristas y se hizo un llamamiento por muchos ciudadanos para declarar su inconstitucionalidad. En efecto, muchos ahorristas obtuvieron amparos judiciales que les permitieron acceder a sus ahorros en dólares.
La situación económica era cada vez peor en lo que respecta a la inflación y el desempleo durante el año 2002. La calidad de vida de la media de los argentinos se redujo proporcionalmente, muchas empresas cerraron o se declararon en quiebra. La desocupación y la pobreza llegaron en dicho momento a su récord histórico. En Argentina había 3.036.000 desempleados y el 21,5% de la población era económicamente activa. La pobreza, alcanzó en junio de 2002 el 52,8% en Capital y GBA, así, a 1 de cada 2 personas no le alcanzaban sus ingresos para cubrir sus necesidades básicas.

### Efectos inmediatos

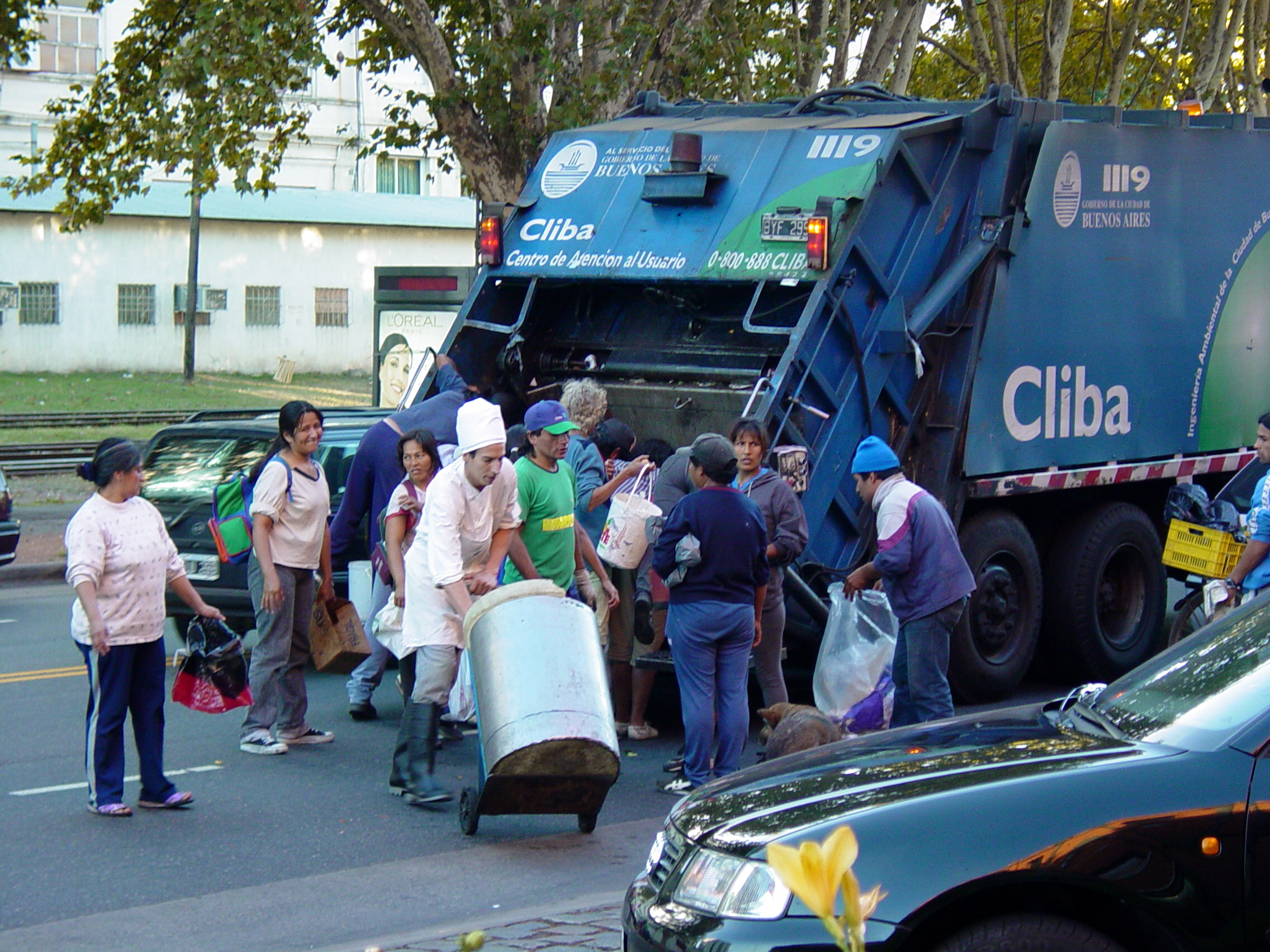
Un grupo de personas busca su sustento entre los residuos de un restaurante, Buenos Aires, abril de 2003.

Muchas empresas privadas se vieron afectadas por la crisis: Aerolíneas Argentinas, por ejemplo, fue una de las empresas argentinas más afectadas, teniendo que parar todos los vuelos internacionales durante varios días en el año 2002. La aerolínea estuvo a punto de quebrar, pero sobrevivió.
Varios argentinos sin hogar y sin trabajo optaron como salida laboral más rápida la de recolectores de cartón, más conocidos como cartoneros. Según una estimación de 2003, entre 30.000 y 40.000 personas recolectaban cartón de la calle para ganarse la vida mediante la venta a plantas de reciclaje. Este método se tenía en cuenta como solo una de las muchas maneras de hacer frente a un país que en ese momento sufría de una tasa de desempleo del 21%, con 54% de la población debajo de la línea de pobreza y 27% en pobreza extrema.
El continuo déficit de la balanza comercial se compensaba en ese período por una entrada masiva de capital extranjero proveniente, sobre todo, de préstamos y privatizaciones. Con la devaluación de 2002, las importaciones se derrumbaron en un 60% respecto al año anterior. Ello posibilitó la acumulación de un importante superávit comercial durante los últimos años, que se encontró alrededor de los 11.500 millones de dólares anuales en 2005.
Históricamente, Argentina se caracterizó por el bajo nivel de desocupación, de ahí su condición de receptor de inmigración. Sin embargo, a partir de mediados de la década de 1980 la desocupación empezó a ser un factor creciente de preocupación, como consecuencia de las sucesivas crisis económicas. El pico del desempleo se produjo en el 2002, cuando llegó a medir 20,8%. Más recientemente, la exclusión en el mercado laboral logró perforar el piso de los dos dígitos, con una tasa oficial de desocupación del 9,8% y de subocupación del 9,3%, a valores de mayo de 2007.
Argentina se declaró en default en enero del 2002, en lo que se conoció como la mayor cesación de pagos soberana de la historia. A partir del 2004, el gobierno de Néstor Kirchner empezó la reestructuración de la deuda externa. La tendencia desde entonces es la reducción del pasivo, ayudada en parte por la cancelación total de la deuda con el Fondo Monetario Internacional en 2006 y por la renegociación con otros organismos internacionales y con bonistas privados. En septiembre de 2007, las obligaciones totales ascendían a 118 mil millones de dólares, equivalente al 55% del PBI argentino.
El 27 de agosto de 2002, el New York Times publicó una noticia falsa titulada "Algunos en Argentina ven la secesión como una respuesta al peligro económico" (Some in Argentina See Secession As the Answer to Economic Peril), afirmando que existía un movimiento para declarar la independencia de la Patagonia, poniendo énfasis en el hecho de que la mayor parte de la tierra patagónica y de sus recursos naturales estaba en manos extranjeras, como los grupos Benetton y Turner. La operación, de acuerdo al New York Times, se completaría con una base militar de Estados Unidos en Tierra del Fuego y la renuncia a los derechos argentinos en la Antártida, en pago de la deuda externa.

## La recuperación

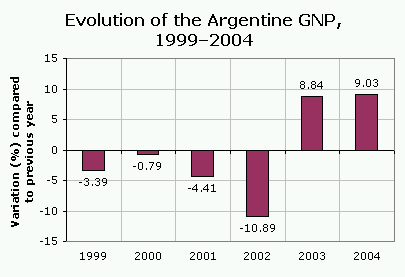
estimaciones de la variación del PBI argentino entre 1999 y 2004

Eduardo Duhalde convocó a elecciones. El 25 de mayo de 2003 asume el nuevo presidente electo, Néstor Kirchner. Kirchner mantuvo a Roberto Lavagna, Ministro de Economía de Duhalde, en su puesto. Lavagna, un economista respetado, mostró una considerable aptitud en el manejo de la crisis, con la ayuda de medidas heterodoxas.
El panorama económico era totalmente diferente a la década de 1990; la devaluación del peso hizo que las exportaciones argentinas sean más baratas y competitivas en el extranjero, mientras que desalentaba las importaciones. Además, el alto precio de la soja en el mercado internacional produjo una inyección de enormes cantidades de moneda extranjera (con China convirtiéndose en un importante comprador de productos de soja de Argentina). El gobierno alentó la sustitución de importaciones y el crédito accesible para las empresas, organizó un plan para mejorar la recaudación de impuestos y dejar de lado grandes cantidades de dinero para programas de asistencia social.
Como resultado del modelo productivo de la administración y las medidas de control (venta de dólares de reserva en el mercado público), el peso lentamente revalorizado, alcanzó un valor de 3 unidades con respecto al dólar. Las exportaciones agrícolas crecieron y se volvió al turismo.